# OxygenOS
OxygenOS (кит.: 氧OS; піньїнь: yǎng OS) — ОС на базі Android, розроблена китайським виробником смартфонів OnePlus виключно для своїх смартфонів. OxygenOS була розроблена для глобального ринку. Існує також інша версія ОС, розроблена спеціально для ринку Китаю під назвою HydrogenOS.
В інтерв'ю, опублікованому 3 вересня 2016 року, розробники XDA виявили, що OnePlus «активно об'єднує обидві платформи (OxygenOS та HydrogenOS) в єдину згуртовану операційну систему».

## Особливості

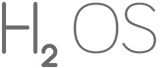
Логотип HydrogenOS

Помітні функції версій 2.0 та 2.1.1 включають дозволи програм, Waves MaxxAudio, клавіатуру SwiftKey, жести на екрані, власні піктограми, темний режим, ручний режим камери та підтримку RAW для програм сторонніх виробників, як-от Camera FV-5 2.75.
14 червня 2016 року OnePlus випустив OxygenOS 3.0. Це версія Android з кількома модифікаціями та внутрішньою настройкою, як жести, шельф і темний режим від OnePlus.
31 грудня 2016 року OnePlus випустив OxygenOS 4.0.0 на базі Android Nougat та включає його функції і кілька інших модифікацій для широкого загалу через завантаження через OTA.
31 січня 2018 року OnePlus оприлюднив OxygenOS 5.0.3 на базі Android Oreo для широкого загалу через завантаження OTA. У травні 2018 року OnePlus випустив OnePlus 6 з OxygenOS на базі Android Oreo 8.1.
29 жовтня 2018 року OnePlus випустив OnePlus 6T з OxygenOS 9.0 на базі Android Pie.
25 грудня 2018 року OnePlus оприлюднив OxygenOS 9.0.0 на базі Android Pie для OnePlus 5 / 5T для широкого загалу через OTA.
14 жовтня 2020 року OnePlus випустив OxygenOS 11 на базі Android 11 для моделей OnePlus 8T та інших моделей 8 серії. Вони ввели багато функцій, таких як AOD (Always on Display) та One Handed Mode Better Experience. Найновіша версія OxygenOS швидша, плавніша та розумніша, ніж будь-коли.

### Питання конфіденційності
10 жовтня 2017 року дослідник безпеки виявив, що системна служба OxygenOS під назвою «DeviceManagerService» збирає конфіденційні дані та передає їх назад на сервери OnePlus. Служба збирає безліч точок даних, включаючи серійний номер пристрою, номер телефону, IMEI, мережеві з'єднання та часові записи про активність користувачів у кожному додатку. Користувачі можуть видалити системну службу через ADB. Пізніше OnePlus випустив заяву про збір та аналітику даних, стверджуючи, що дані використовуються лише для вдосконалення та оптимізації системи, не надаються спільним доступу до третіх сторін і можуть бути відключені користувачами в налаштуваннях системи. OnePlus також каже, що вони переглядають механізм аналізу даних і більше не збирають певні дані.

## Історія
У 2014 році OnePlus пообіцяв досвід «близький до чистого Android, без роздуву і з великими можливостями налаштування». Незабаром вони провели конкурс «Назвіть прошивку» у пошуках імені. 30 січня 2015 року OnePlus офіційно оголосив назви OxygenOS та HydrogenOS. Переможець цього конкурсу @Midifire з Бельгії був вивезений до штаб-квартири в Шеньчжень, де він зустрівся з командою разом із їхнім генеральним директором Пітом Лау.